# Monuments nationaux de Tešanj
Cet article recense les monuments nationaux situés sur le territoire de la municipalité de Tešanj en Bosnie-Herzégovine et dans la fédération de Bosnie-et-Herzégovine. La liste établie par la Commission pour la protection des monuments nationaux compte 4 monuments nationaux inscrits sur la liste principale et 1 monument inscrit sur une liste provisoire.

## Monuments nationaux
| Monument                                       | Localité | Géolocalisation | Datation                       | Commentaire éventuel                              | Photo |
| ---------------------------------------------- | -------- | --------------- | ------------------------------ | ------------------------------------------------- | ----- |
| Mosquée de Gazi Ferhad Bey (Čaršijska džamija) | Tešanj   |                 | Vers 1564                      | Avec le turbe de Ferhad Bey, un puits et le harem |       |
| Konak Eminagić                                 | Tešanj   |                 | Première moitié du XIXe siècle | Konak                                             |       |
| Forteresse de Tešanj                           | Tešanj   |                 | Moyen Âge, période ottomane    |                                                   |       |
| Konak du mufti                                 | Tešanj   |                 | ?                              | Konak                                             |       |

## Liste provisoire
| Monument                    | Localité | Géolocalisation | Datation | Commentaire éventuel | Photo |
| --------------------------- | -------- | --------------- | -------- | -------------------- | ----- |
| Tour de l'horloge de Tešanj | Tešanj   |                 |          | Tour de l'horloge    |       |